# Zed Books
Zed Books é uma editora de não ficção sediada em Londres, Reino Unido. Foi fundada em 1977 sob o nome Zed Press por Roger van Zwanenberg.
A Zed publica livros para uma audiência internacional para leitores gerais e acadêmicos, cobrindo áreas como política e negócios globais correntes, economia, estudos de gênero e sexualidade, estudos do desenvolvimento e meio ambiente.

## Propriedade
Desde 2020, a Zed Books está organizada como cooperativa de trabalhadores.
Em março de 2020, foi anunciado que "certos ativos da Zed Books Limited" foram adquiridos pela Bloomsbury Publishing Plc por £1.500.000 e que a Zed operaria no âmbito da divisão profissional e acadêmica da Bloomsbury como "um encaixe estratégico para as listas existentes de publicação da Bloomsbury".

## Autores
Entre os autores da Zed se incluem Nawal El Saadawi, Eleanor Roosevelt, Assata Shakur, Yanis Varoufakis, Vandana Shiva, Maggie Nelson, Ece Temelkuran e Paul French, bem como centenas de jornalistas e acadêmicos respeitados internacionalmente.